# Szob (distrikt)
Szob är ett distrikt i Ungern. Det ligger i provinsen Pest, i den nordvästra delen av landet, 50 km norr om huvudstaden Budapest.